# 3e cérémonie des Goyas
La 3e cérémonie des Goyas (ou Premios Goya), organisée par l'Academia de las artes y las ciencias cinematográficas de España, a eu lieu le 21 mars 1989 à Madrid et a récompensé les films sortis en 1988. Elle a été présentée par Verónica Forqué et Antonio Resines.

## Palmarès

### Meilleur film
- Femmes au bord de la crise de nerfs
  - Remando al viento
  - Attends-moi au ciel
  - Diario de invierno
  - Fatale obsession

### Meilleur réalisateur
- Gonzalo Suárez pour Remando al viento
  - Pedro Almodóvar pour Femmes au bord de la crise de nerfs
  - Antonio Mercero pour Attends-moi au ciel
  - Francisco Regueiro pour Diario de invierno
  - Ricardo Franco pour Berlín Blues

### Meilleur acteur
- Fernando Rey pour Diario de invierno
  - Alfredo Landa pour Sinatra
  - Antonio Ferrandis pour Jarrapellejos
  - Imanol Arias pour Demain, je serai libre (El Lute II: mañana seré libre)
  - Pepe Soriano pour Attends-moi au ciel

### Meilleure actrice
- Carmen Maura pour Femmes au bord de la crise de nerfs
  - Ana Belén pour Miss Caribe
  - María Fernanda D'Ocón pour Caminos de tiza
  - Victoria Abril pour Baton Rouge
  - Ángela Molina pour Luces y sombras

### Meilleur acteur dans un second rôle
- José Sazatornil pour Attends-moi au ciel
  - Guillermo Montesinos pour Femmes au bord de la crise de nerfs
  - Jorge Sanz pour Demain, je serai libre (El Lute II: mañana seré libre)
  - José Luis Gómez pour Remando al viento
  - Ángel de Andrés López pour Baton Rouge

### Meilleure actrice dans un second rôle
- María Barranco pour Femmes au bord de la crise de nerfs
  - Julieta Serrano pour Femmes au bord de la crise de nerfs
  - Chus Lampreave pour Attends-moi au ciel
  - Laura Cepeda pour Baton Rouge
  - Terele Pávez pour Diario de invierno

### Meilleur scénario original
- Pedro Almodóvar pour Femmes au bord de la crise de nerfs
  - Antonio Mercero, Horacio Valcárcel et Román Gubern pour Attends-moi au ciel
  - Agustín Díaz Yanes et Rafael Moleón pour Baton Rouge
  - Rafael Azcona et José Luis García Sánchez pour Pasodoble
  - Gonzalo Suárez pour Remando al viento

### Meilleur scénario adapté
- Antonio Giménez Rico et Manuel Gutiérrez Aragón pour Jarrapellejos
  - Joaquim Jordà, Vicente Aranda et Eleuterio Sánchez pour Demain, je serai libre (El Lute II: mañana seré libre)
  - Gabriel Castro, Antonio Isasi-Isasmendi et Jorge Rodríguez del Álamo pour El aire de un crimen
  - Félix Rotaeta pour El placer de matar
  - Carlos A. Cornejo, José A. Mahieu et Antonio Drove pour Fatale obsession

### Meilleure direction artistique
- Wolfgang Burmann pour Remando al viento
  - Félix Murcia pour Femmes au bord de la crise de nerfs
  - Gerardo Vera pour Berlín Blues
  - Rafael Palmero pour Jarrapellejos
  - Terry Pritchard pour El Dorado

### Meilleurs costumes
- Yvonne Blake pour Remando al viento
  - Gerardo Vera pour Berlín Blues
  - Gerardo Vera pour El Dorado
  - Javier Artiñano pour Jarrapellejos
  - José María de Cossío pour Femmes au bord de la crise de nerfs

### Meilleure photographie
- Carlos Suárez pour Remando al viento
  - José Luis Alcaine pour Femmes au bord de la crise de nerfs
  - Teo Escamilla pour El Dorado
  - Teo Escamilla pour Berlín Blues
  - José Luis Alcaine pour Malaventura

### Meilleur montage
- José Salcedo pour Femmes au bord de la crise de nerfs
  - José Salcedo pour Remando al viento
  - Teresa Font pour Berlín Blues
  - Pedro del Rey pour El Dorado
  - José Salcedo pour Baton Rouge

### Meilleur son
- Carlos Faruolo et Enrique Molinero pour Berlín Blues
  - Daniel Goldstein et Ricardo Steinberg pour Pasodoble
  - Gilles Ortion pour Femmes au bord de la crise de nerfs
  - Gilles Ortion pour El Dorado
  - Daniel Goldstein et Ricardo Steinberg pour Remando al viento

### Meilleure musique originale
- Carmelo A. Bernaola pour Pasodoble
  - Alejandro Massó pour El Dorado
  - Bernardo Bonezzi pour Femmes au bord de la crise de nerfs
  - Alejandro Massó pour Remando al viento
  - Lalo Schifrin pour Berlín Blues

### Meilleure direction de production
- José G. Jacoste pour Remando al viento
  - Víctor Albarrán pour El Dorado
  - Esther García pour Femmes au bord de la crise de nerfs
  - Marisol Carnicero pour Pasodoble
  - Emiliano Otegui pour Berlín Blues

### Meilleurs effets spéciaux
- Gonzalo Gonzalo, Basilio Cortijo et Carlo De Marchis pour Mutations
  - Reyes Abades pour El Dorado
  - Alberto Nombela Núñez pour Demain, je serai libre (El Lute II: mañana seré libre)
  - Reyes Abades pour Remando al viento
  - Reyes Abades pour Femmes au bord de la crise de nerfs

### Meilleurs maquillages et coiffures
- Romana González et Josefa Morales pour Remando al viento
  - Ángel Luis De Diego et Alicia Regueiro pour Attends-moi au ciel
  - Juan Pedro Hernández et Agustín Cabiedes pour Demain, je serai libre (El Lute II: mañana seré libre)
  - Gregorio Ros et Jesús Moncusi pour Femmes au bord de la crise de nerfs
  - José Antonio Sánchez et Paquita Núñez pour El Dorado

### Goya d'honneur
- Imperio Argentina